# Стівен Рід
Стівен Джон Рід (англ. Steven John Reid, нар. 10 березня 1981, Кінгстон-апон-Темс, Англія) — ірландський футболіст, що грав на позиції півзахисника, зокрема за національну збірну Ірландії. По завершенні ігрової кар'єри — тренер. З 2020 року входить до тренерського штабу клубу «Ноттінгем Форест».

## Клубна кар'єра
У дорослому футболі дебютував 1998 року виступами за команду клубу «Міллволл», в якій провів п'ять сезонів, взявши участь у 158 матчах чемпіонату.
Своєю грою за останню команду привернув увагу представників тренерського штабу клубу «Блекберн Роверз», до складу якого приєднався 2003 року. Відіграв за команду з Блекберна наступні шість сезонів своєї ігрової кар'єри.
Згодом з 2009 по 2014 рік грав у складі команд клубів «КПР», «Блекберн Роверз» та «Вест-Бромвіч Альбіон».
Завершив професійну ігрову кар'єру у клубі «Бернлі», за команду якого виступав протягом 2014—2015 років.

## Виступи за збірну
2001 року дебютував в офіційних матчах у складі національної збірної Ірландії. Протягом кар'єри у національній команді, яка тривала 8 років, провів у формі головної команди країни 23 матчі, забивши 2 голи.
У складі збірної був учасником чемпіонату світу 2002 року в Японії та Південній Кореї.

## Кар'єра тренера
Завершивши ігрову кар'єру 2015 року, вирішив присвятити себе тренерській роботі і отримав місце у тренерському штабі одієї з юнацьких команд «Редінга».
Згодом у 2017–2018 роках був асистентом головного тренера головної команди клубу «Крістал Пелес», а з травня 2019 року обійняв аналогічну позицію у тренерському штабі національної збірної Шотландії.
Паралельно з роботою у збірній Шотландії з 2020 року працював технічним асистентом у клубі «Ноттінгем Форест». Після відставки Кріса Г'ютона восени 2021 року був призначений виконувачем обов'язків головного тренера команди з Ноттінгема. Встиг провести одну гру на чолі «Фореста», після чого залишився у його тренерському штабі як асистент нового головного тренера Стіва Купера.